# Eurovia
Eurovia je francouzská společnost v oblasti stavebnictví. V rejstříku je uvedena jako zjednodušená akciová společnost neboli S.A.S. (právní forma je société par actions simplifiée). EUROVIA S.A. působí v 18 zemích světa a je součástí koncernu Vinci. V České republice patří společnost k nejvýznamnějším firmám specializujících se na dopravní stavby jako jsou dálnice, silnice, mostní konstrukce, železniční a tramvajové tratě. EUROVIA se v poslední době[kdy?] také věnuje sportovním stavbám, projektům ochrany životního prostředí a rekonstrukcím památkových center.
Generálním ředitelem firmy je Pierre Anjolras.
V Česká má sídlo akciová společnost Eurovia CZ, která řídí 22 podřízených subjektů.